# Hans Christoffers
Hans Christoffers (* 24. September 1905; † 1. Januar 1942 in Wietzendorf) war ein deutscher kommunistischer Widerstandskämpfer gegen den Nationalsozialismus und Opfer des Nationalsozialismus.

## Leben
Christoffers erlernte nach dem Besuch der Volksschule den Beruf des Schiffszimmerers. Er trat in die Kommunistische Partei Deutschlands (KPD) ein und engagierte sich in der Zeit der Weimarer Republik gegen den aufkommenden Nationalsozialismus. Nach der Machtübertragung an die NSDAP setzte er seinen Widerstand fort. Dabei kam er in Verbindung mit der Widerstandsgruppe Bästlein-Jacob-Abshagen, die Solidarität übte mit ausländischen Zwangsarbeitern und Rüstungssabotage organisierte. Als diese Aktivitäten bekannt wurden, verhaftete die Gestapo auch Christoffers und verbrachte ihn in das KZ Sachsenhausen. Bei seiner Amnestie zum „Führergeburtstag“ im April 1939 wurde er mit anderen entlassen. Er kehrte nach Hamburg zurück und fand einen Arbeitsplatz in der Firma Arthur Crone & Co. Christoffers und seine Genossen trafen sich wieder zu illegalen Besprechungen im Atelier über dem Restaurant „Tusculum“ am Rödigsmarkt, wo sie Materialien austauschten und über die Gewinnung weiterer Kollegen für die antifaschistische Bewegung sprachen. Im Herbst 1941 wurde Christoffers zur Wehrmacht eingezogen und kam nach einer militärischen Grundausbildung als Bewacher in das Kriegsgefangenenlager Wietzendorf, wo sowjetische Kriegsgefangene unter unmenschlichen Bedingungen hausen mussten: in Erdlöchern, die mit Zeltplanen abgedeckt waren und bei äußerst geringer Lebensmittelzuteilung. Christoffers bemühte sich dort darum, das Los dieser Gefangenen zu erleichtern und ihnen mehr Lebensmittel zu verschaffen. Als zu Beginn des Winters 1941 eine schwere Flecktyphusepidemie unter ihnen ausbrach, meldete sich Hans Christoffers freiwillig zum Lazarettdienst. Er infiziert sich und starb daran.
Christoffers wurde danach noch als Beschuldigter im Prozess gegen Bästlein und andere im April 1944 geführt.